# Канчели, Нодар Вахтангович
Нода́р Вахта́нгович Канче́ли (21 апреля 1938, Москва — 26 июня 2015, Москва) — советский и российский архитектор, инженер-конструктор.

## Биография
Родился в Москве в семье архитектора Вахтанга Александровича Канчели, сына А.И.Канчели.
Окончил в 1960 году факультет «Промышленное и гражданское строительство» МИСИ им. Куйбышева (образование по специальности «Промышленное и гражданское строительство» — квалификация «инженер-строитель»). Окончил в 1968 МГУ по специальности «Математика», квалификация «математик».
Более 40 лет работал в области теории и практики строительства зданий и сооружений. До 1974 года работал в отделе строительных конструкций проектного института «Моспроект». С 1974 по 2015 год являлся главным конструктором проектного института «Союзкурортпроект» (преобразованного в ЗАО «Курортпроект», в котором также занимал должность технического директора).
В 1977 году защитил диссертацию на соискание учёной степени кандидата технических наук по теме «Учет начальных несовершенств и система контроля точности возведения радиальных вантовых систем». В 2000 году защитил диссертацию на соискание учёной степени доктора технических наук по теме «Разработка методов конструирования и расчета сооружений, исходя из архитектурно-функциональных требований к формообразованию, оптимизации работы конструкций и технологии возведения».
Имел почётное звание «Заслуженный строитель России», присвоенное Указом Президента РФ от 27 декабря 1997 года.
Жил в Москве по адресу: Ленинградское шоссе, 104.

## Проекты Канчели

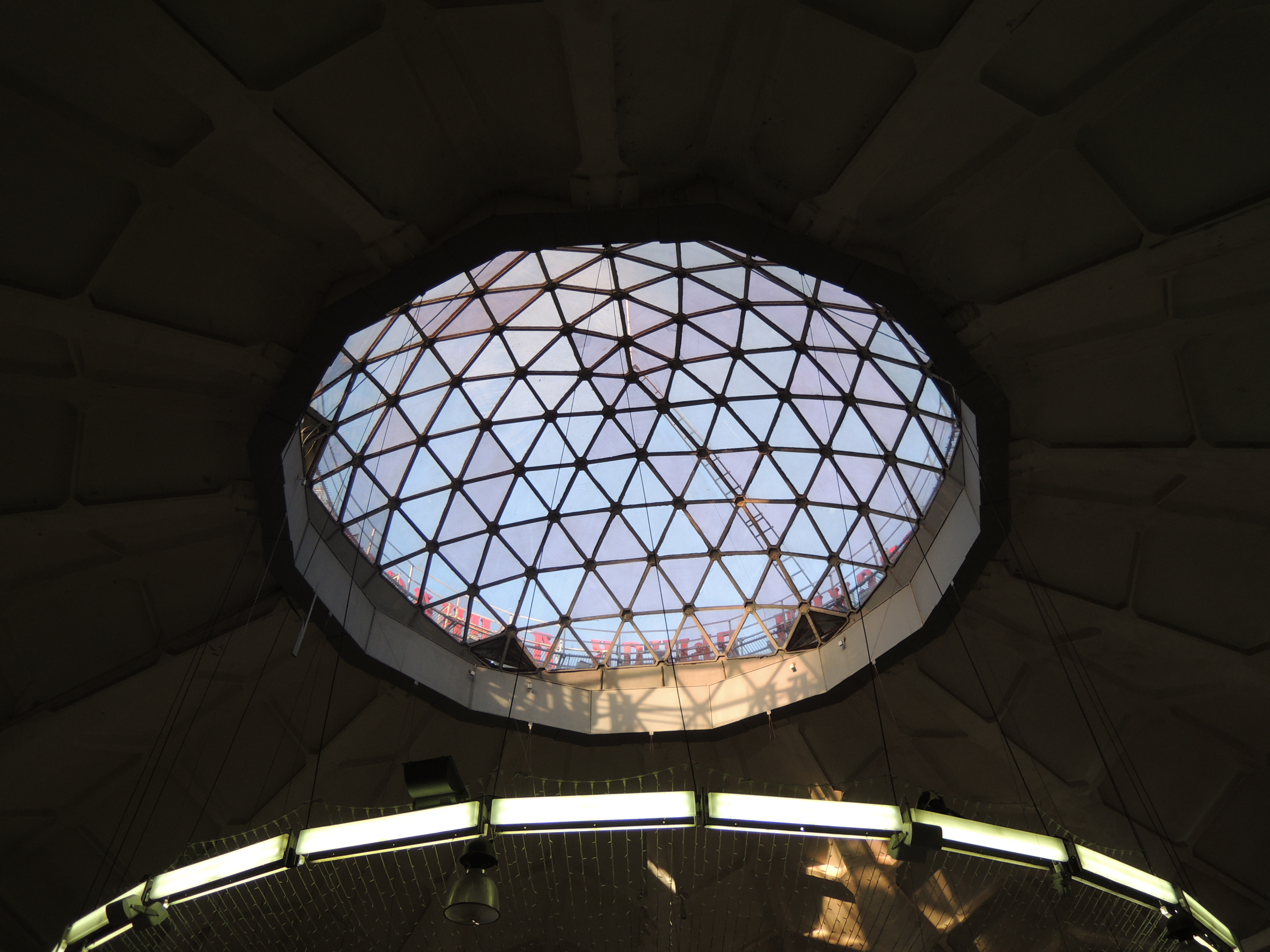
Окно в крыше Даниловского рынка

Некоторые наиболее значимые объекты, спроектированные Н. В. Канчели или с его участием:
- Останкинский телецентр (Москва)
- Гостиница «Белград» (Москва)
- Купол Большого Московского цирка (Москва)
- Пансионат «Дружба» (Ялта)[3]
- Даниловский рынок
- Центральный рынок (Калуга)
- Питьевая галерея минеральных источников на 5000 посещений (Ессентуки)
- Светопрозрачное покрытие Гостиного двора (Москва)
- Подземный комплекс «Охотный ряд» на Манежной площади (Москва)
- Купол Храма Христа Спасителя (Москва)
- Дворец Конькобежного спорта (Коломна)
- Административно-общественный центр Московской области
- Всесезонная горнолыжная трасса в Павшинской пойме (Красногорск, Московская область)
- Реконструкция Большого театра
- Трансвааль-парк (Москва)

В 2003 году Канчели совместно с архитекторами Михаилом Хазановым и Антоном Нагавицыным выиграл международный конкурс на проект нового здания правительства Москвы.

## Катастрофы
Среди спроектированных Канчели строений — два железобетонных покрытия в виде оболочек, обрушения которых привели к многочисленным человеческим жертвам: купол аквапарка «Трансвааль-парк» (построен в 2002 году) и висячая оболочка покрытия Басманного (Бауманского) рынка (1977 года постройки). Крыша первого обрушилась 14 февраля 2004 года, второго — 23 февраля 2006 года.
В первом случае по факту гибели людей в Трансвааль-парке против Канчели было возбуждено прокуратурой города Москвы уголовное дело № 323806. 1 апреля 2005 года ему было предъявлено обвинение в совершении преступлений, предусмотренных частью 3 статьи 109 и частью 2 статьи 118 Уголовного кодекса РФ, и выбрана мера пресечения в виде подписки о невыезде. Однако уголовное дело, переданное в суд, было на первом судебном заседании признано судом не имеющим достаточной доказательной базы и возвращено в прокуратуру для дополнительного следствия. В итоге Канчели согласился на прекращение уголовного дела по амнистии в связи с пожилым возрастом. Свою вину Канчели так и не признал.
Во втором случае по итогам заключения комиссии московского правительства причиной обрушения Бауманского рынка явились грубые нарушения правил эксплуатации здания.